# سقزتشي (نير)
سقزتشي هي قرية في مقاطعة نير، إيران. يقدر عدد سكانها بـ 244 نسمة بحسب إحصاء 2016.